# Acanthoscurria gomesiana
Acanthoscurria gomesiana é uma espécie de aranha pertencente à família Theraphosidae (tarântulas).